# Інгевони
Інгевони (Ingävonen, Ingväonen, древньогерм. Ingwiaiwen) — одна з культурних груп західних германців.
Вже в IV столітті до н. е. грецький мандрівник Піфей розповідав про інгевонів як про жителів, що жили на берегах Північного моря.

## Племена
У склад цієї групи входили фризи, сакси, юти та англи.
З інгевонами асоціюється інгевонська група мов.